# Kozluk
Kozluk là một huyện thuộc tỉnh Batman, Thổ Nhĩ Kỳ. Huyện có diện tích 1119 km² và dân số thời điểm năm 2007 là 60888 người, mật độ 54 người/km².